# Proso (opereta)

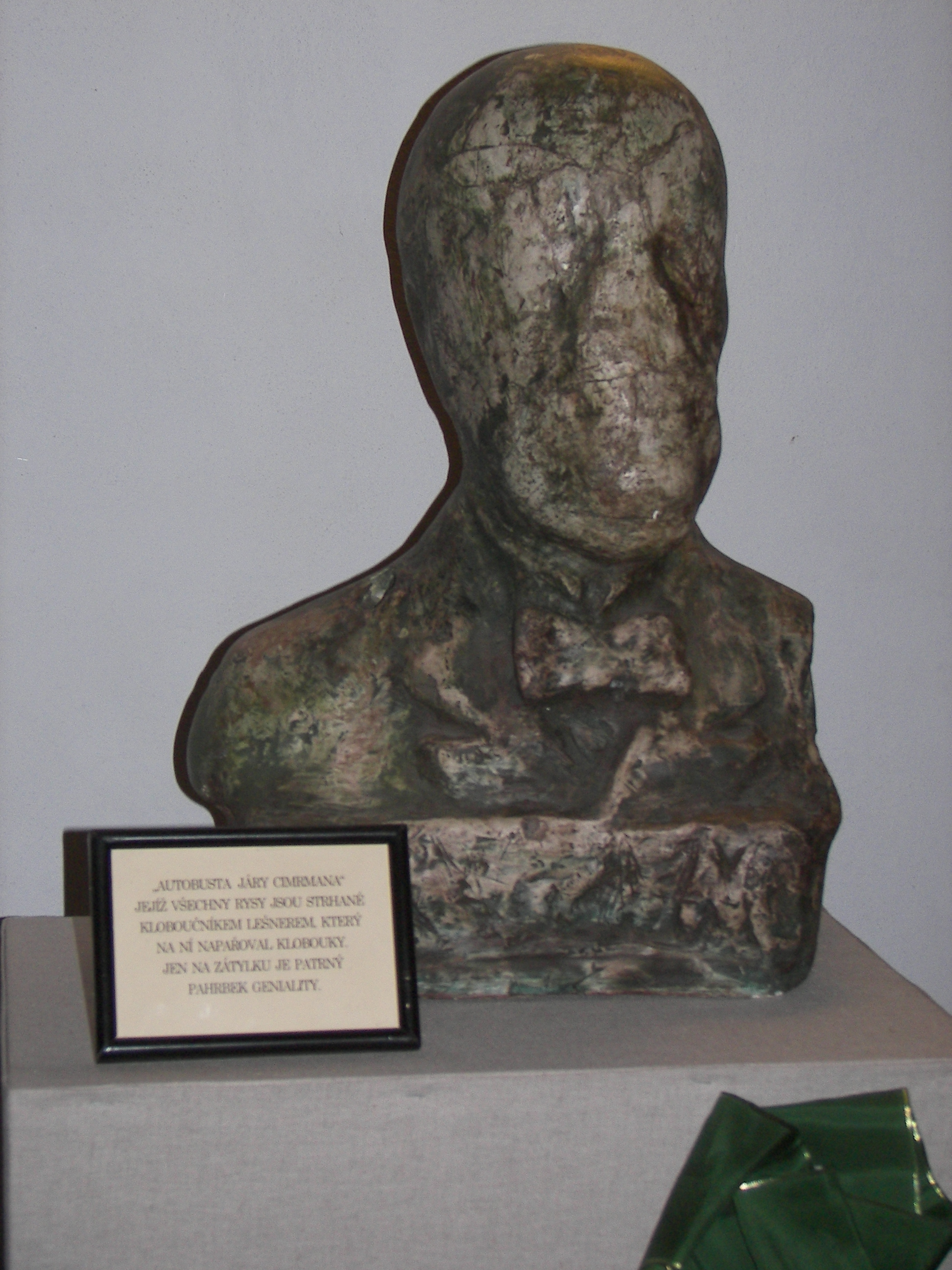
Autobusta autora operety

Proso je fiktivní sedmihodinová operetní freska, jejímž autorem je Jára Cimrman.

## Fiktivní historie
Zmínka o operetě se objevuje v představení Divadla Járy Cimrmana nazvaném Hospoda Na mýtince. V semináři se uvádí, že u příležitosti otevření Riesenradu (ruského kola) ve vídeňském „Prátru kultury a oddechu“ se ve městě uskutečnila hudební soutěž. V její porotě zasedli Franz Lehár, Johann Strauss, Oskar Nedbal, Béla Kálmán (otec Emmericha Kálmána) a Adolf Piskáček (starší bratr Rudolfa Piskáčka). Jára Cimrman se této soutěže zúčastnil se svým operetním opusem Proso, který napsal po přistání vzducholodí na posečeném poli nedaleko Varšavy, zatímco její majitel a pilot Ferdinand von Zeppelin lepil stovky děr v plášti (Cimrman mu nemohl pomoci, protože si při vystupování vymkl kotník). Autor pak zaslal své dílo (do kterého v inspiraci zařadil i postavu vzduchoplavce) do vídeňské soutěže. Jeho pověstná šetřivost ho však dovedla k osudové chybě, když nepodal zásilku doporučeně (znalci považují za div, že ji vůbec ofrankoval). Díky tomu mohli členové poroty její příjem zapřít a nejlepší pasáže a motivy si rozebrat a použít je ve vlastních skladbách, nebo v případě Kálmána s Piskáčkem je nabídnout svým příbuzným. Tyto skladby následně svým autorům přinesly slávu a věhlas, zatímco Cimrman opět zůstal v zapomnění.
Výtisk kompletní partitury operety Proso se nicméně ve vídeňském operetním archivu zachoval a za druhé světové války jej zde náhodou objevil operetní režisér Alfréd Kubík, když mu fascikl při bombardování spadl na hlavu a tím mu paradoxně zachránil život. Vděčný Kubík se pak rozhodl, že celé dílo provede a nahraje, a do roku 1950 dokončil prvních 47 obrazů. Tehdy se však na politickém školení dozvěděl, že opereta je úpadkový žánr, a v návalu výčitek celou partituru spálil a nahrávky smazal. Hudebně nejsilnější místa však mazání odolala a koncem 60. let je objevil rozhlasový technik Karel Probošt, když měl za úkol poslouchat smazané pásky a kontrolovat, jestli jsou dobře smazány. Ze šesti zachovalých několikasekundových zlomků Kubíkovy nahrávky a z ukradených skladeb použitých v cizích operetách pak cimrmanologický badatelský tým rekonstruoval celý obsah operety. 

## Provedení v Divadle Járy Cimrmana
Dne 17. dubna 1969 mělo v pražské Malostranské besedě premiéru představení Hospoda na mýtince, první cimrmanologická rekonstrukce společně od Ladislava Smoljaka a Zdeňka Svěráka. O Prosu se konkrétně hovoří nejdříve v referátu představitele Hostinského, kde je popsáno pozadí vzniku a další osudy díla. V následujícím referátu pak představitel vězně Kulhánka seznamuje se samotným obsahem. Samotná hra Hospoda Na mýtince je pak pojata jako ucelený fragment operety Proso (jejích několik navazujících obrazů) a zazní v ní několik vrcholných Cimrmanových árií přivlastněných Lehárem, Straussem, Nedbalem a dalšími.

## Koncertní provedení
V roce 2013 se během letního festivalu Prague Proms z iniciativy členů Českého národního symfonického orchestru uskutečnilo ve Smetanově síni pražského Obecního domu dvouhodinové představení fragmentů operety Proso. Během koncertu orchestr pod vedením Libora Peška zahrál ukázky – při vídeňské soutěži ukradených – motivů. Orchestr doplnili herci Divadla Járy Cimrmana – Zdeněk Svěrák hrál na violoncello, Petr Brukner na činely a Robert Bárta na housle. Pěvecké árie spolu se sopranistkou Adrianou Kohútkovou a tenoristou Tomášem Černým zazpíval i další herec (a zřejmě nejlepší zpěvák) Cimrmanova divadla Miloň Čepelka.
Celé představení v Obecním domě se pod režisérským vedením Jana Svěráka natáčelo a přímo přenášelo do celkem 54 biografů v České republice. Natočený materiál odvysílala v listopadu 2013 také Česká televize na své stanici ČT art a 11. října jej na nosičích CD a DVD vydala společnost Supraphon.